# Lyceum aan Zee
Het Lyceum aan Zee is een school in de Nederlandse gemeente Den Helder voor vmbo-tl, havo en vwo (atheneum en gymnasium). Er wordt lesgegeven in de leerjaren 1 t/m 4 van het vmbo-tl, 1 t/m 5 van het havo en 1 t/m 6 van het vwo.

## Scholen aan Zee
Het Lyceum aan Zee valt onder de stichting Scholen aan Zee. De hoofdvestiging is aan de Drs. F. Bijlweg in Den Helder. Het Lyceum aan Zee is geopend in het schooljaar 2007-2008. Voor 2007 droeg het Lyceum aan Zee de naam Etty Hillesum College vernoemd naar Etty Hillesum die in vernietigingskamp Auschwitz werd vermoord. Daarvoor droeg de locatie de naam Johannes College.

### Problemen
In het schooljaar 2008-2009 waren er veel problemen met roosters en was er een klein slagingspercentage. Vanwege de slechte resultaten is directeur Frank Merten per schooljaar 2009-2010 uit zijn functie ontheven. In mei 2014 zag het schoolbestuur zich genoodzaakt de per 1 januari 2014 aangetreden directeur Coby Wezel op staande voet te ontslaan, omdat zij niet over de vereiste onderwijsbevoegdheid bleek te beschikken. Onder leiding van de huidige schoolleiding is er een nieuwe koers ingeslagen gericht op verbetering van het onderwijs aan de 1000 leerlingen van deze locatie. Per 29 mei 2019 heeft het ministerie van OCW geconstateerd dat deze school als 'zeer zwak' wordt bestempeld. Directeur Marianne Pot werd daarop per direct vervangen door Hans van Beekum, directeur van Mavo aan Zee en Beroepsonderwijs aan Zee.

### Brand
Op 29 augustus 2009 brak er brand uit in de sporthal van het Lyceum aan Zee. Deze brandde volledig af en ook enkele lokalen werden verwoest. De brandweerkorpsen van Den Helder, Texel en Anna Paulowna waren ter plaatse om het vuur te bestrijden. De melding van de brand kwam binnen om 15:23 uur en rond 16:45 uur was het vuur onder controle. De oorzaak van de brand is onbekend; brandstichting wordt niet uitgesloten. Op de plaats van de oude sporthal ligt nu een buitensportveld en ernaast zijn twee moderne sporthallen gebouwd die tevens gebruikt worden tijdens examens.